# エーバーシュタット (ハイルブロン郡)
エーバーシュタット (ドイツ語: Eberstadt) は、ドイツ連邦共和国バーデン＝ヴュルテンベルク州ハイルブロン郡に属す町村（以下、本項では便宜上「町」と記述する）。

## 地理

### 場所
エーバーシュタットは、ハイルブロン郡東部、ズルム川支流のエーバーバッハ川沿い、標高180mから191mに位置する。

### 自治体の構成
エーバーシュタットは、エーバーシュタット地区、クリンゲンホーフ地区（人口 約70人）、レンナッハ地区およびブーフホルン地区（併せて約230人）、ヘルツェルン地区（約360人）の各地区からなる。

### 隣接する市町村
エーバーシュタットに隣接する市町村は、西から時計回りに、ヴァインスベルク、エアレンバッハ、ネッカーズルム、ノイエンシュタット・アム・コッハー、ランゲンブレタッハおよびブレッツフェルト（ホーエンローエ郡）である。ブレッツフェルト以外は、すべてハイルブロン郡に属す。エーバーバッハは、エルホーフェン、レーレンシュタインスフェルトおよびヴァインスベルクとともに、ヴァインスベルクに本部を置く「ラウム・ヴァインスベルク」自治体行政連合を形成している。

## 歴史

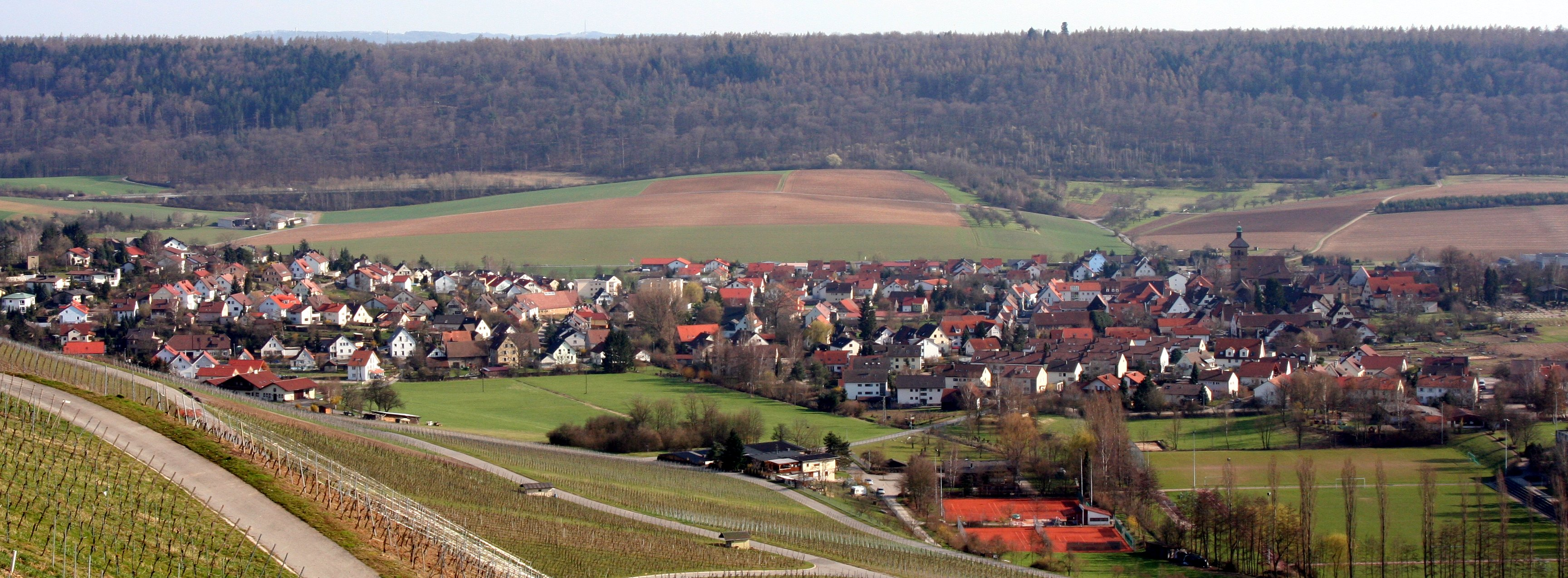
エーバーシュタット遠望

考古学上の出土品は、エーバーバッハ渓谷に新石器時代およびローマ時代の入植地があったことを示している。エーバーシュタットは、1247年の教皇イノケンティウス4世の文書中に、オーバーシュテンフェルト聖務共唱修道女修道会の所領として初めて言及されている。ヘルンツェルンはこれよりも早い1100年頃の古文書に記録されている。レンナッハは1282年に、ブーフホルンはさらに新しく1412年に初めて文献に登場する。エーバーシュタットは、1412年と1450年の2回に分けて、前の所有者であるヴァインスベルク家からプファルツ選帝侯に売却され、1504年にはヴァインスベルクとともにヴュルテンベルク公領となった。三十年戦争の時代、1629年から1651年の間に人口は、620人から210人と、約1/3に減少した。この村の人口が回復するには18世紀までの長い時間が必要だった。第一次世界大戦の初めの人口は760人に回復した。1765年の創設からエーバーシュタットが所属したオーバーアムト・ヴァインスベルクが廃止されたことにより、1926年にこの村はオーバーアムト・ハイルブロン、後のハイルブロン郡に編入された。第二次世界大戦後には、企業も徐々に進出してきたが、現在でも農業は村の主要産業であり続けている。

### 宗教
エーバーシュタットには、プロテスタントの教会組織がある。この村に住むカトリック信者は、ヴァインスベルクの教会組織に属している。

### 町村合併
- 1971年1月1日: ヘルツェルン

### 人口推移
| - 1629年: 0620人 - 1651年: 0210人 - 1914年: 0760人 - 1939年: 0934人 - 1961年: 1391人 | - 1970年: 1991人 - 1980年: 2337人 - 1990年: 2796人 - 2000年: 3098人 - 2005年: 3202人 | - 2010年: 3161人 - 2015年: 3175人 |

## 行政

### 議会
エーバーシュタットの議会は14議席からなる。

### 紋章と旗
図柄: 上下二分割。上部は、黒字で中央線から金のイノシシの上部。下部は、金地に黒いシカの角。旗の色は金 – 黒である。
この紋章は、エーバーシュタット地区の教会の塔にこれを刻んだ石が1628年に取り付けられたのが初出である。紋章に描かれたイノシシは村の名前（Eber = イノシシ）を象徴しており、シカの角はヴュルテンベルク公を示している。これには様々な別バージョンがある。たとえば、角がない、半分だけのもの（1784年の村の泉、18世紀から19世紀の旗、1903年の村の印章）や、イノシシの全身が描かれているもの（19世紀初めの狩りの際に用いられた旗）がある。紋章の色は1938年にヴュルテンベルクの文書局が定めた。紋章と旗は、1963年3月25日にバーデン＝ヴュルテンベルク州の内務省の認可を得た。

## 友好都市
- モンテスクダーイオ（イタリア、トスカーナ州）1984年

## 文化と見所

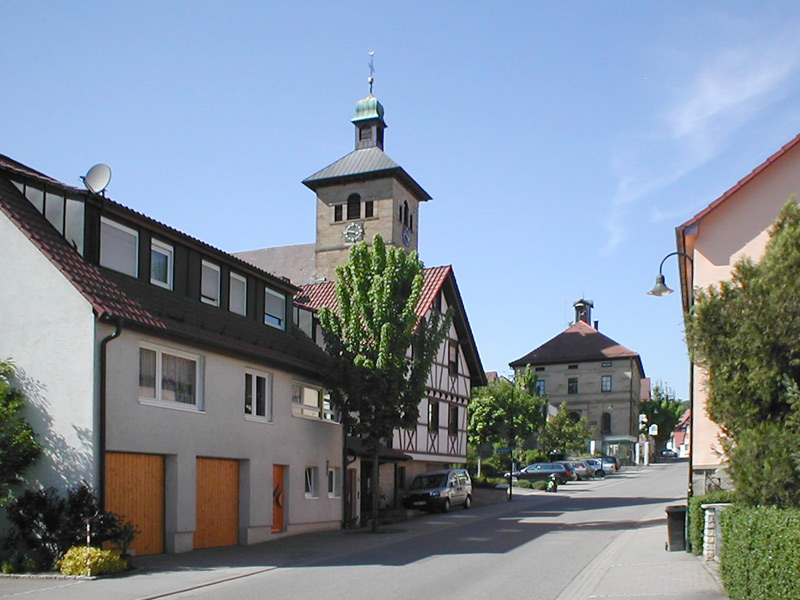
エーバーシュタット中心部。教会とラートハウス

エーバーシュタットは、多くの見所を擁するヴュルテンベルク・ワイン街道沿いに位置する。

### 建築

#### エーバーシュタット
見所は、14世紀に起源を遡るウルリヒ教会（長い間、誤ってルカ教会と呼ばれていた）と、ラートハウスが創り出す、村の中心部の魅力的なアンサンブルである。この近くには、1773年に建造されたバロック様式の司祭館や1880年の旧校舎がある。この村には、歴史的な木組み建築が多くあり、1617年に建設された、かつてはリヒテンシュテルン修道院の所有であった建築もクロスターガッセ（修道院通り）に遺されている。村には、このほかに、装飾豊かな金属製の1784年のバロックの泉や、スーパーマーケットに改築された旧ワイン製造所前の新しいエーバーブルンネン（イノシシの泉）がある。

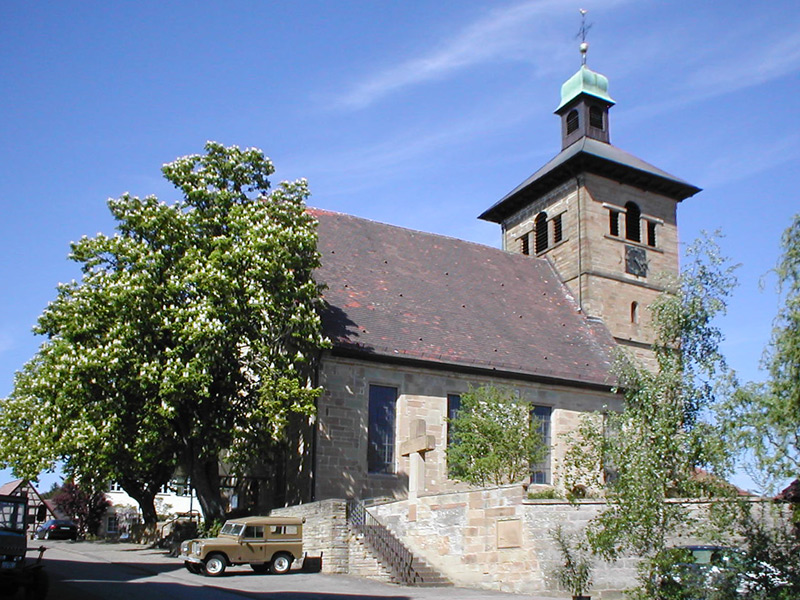
ウルリヒ教会
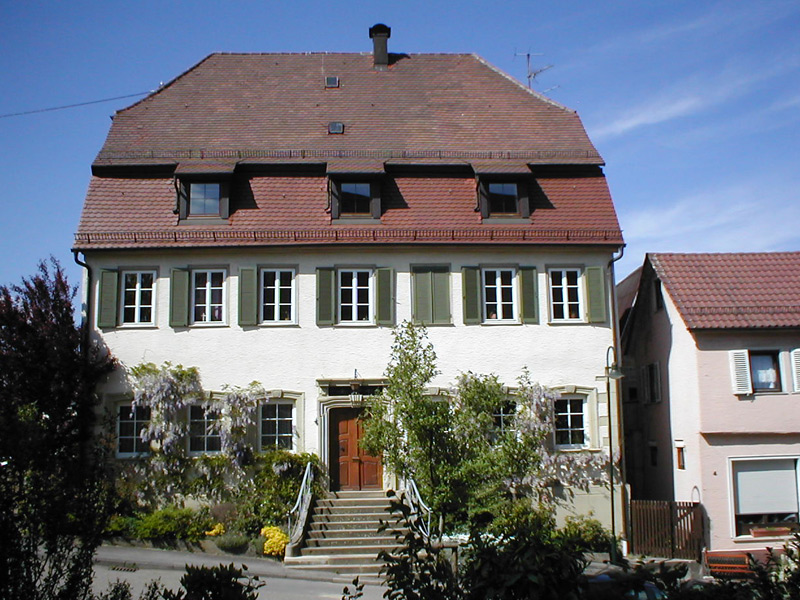
1773年の司祭館
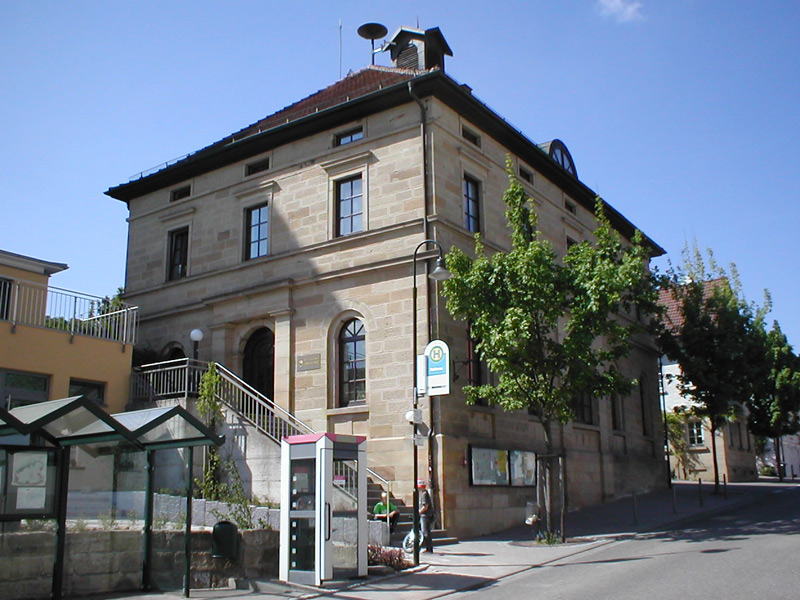
ラートハウス
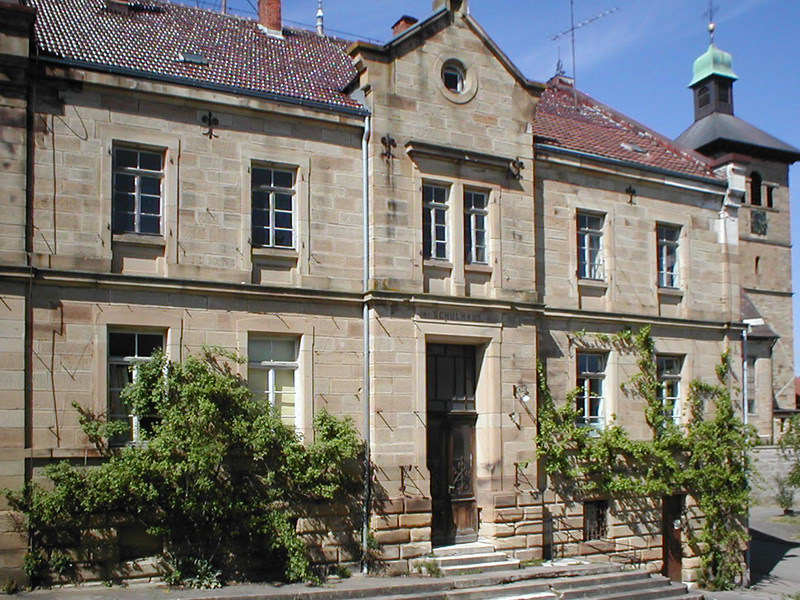
1880年の旧校舎
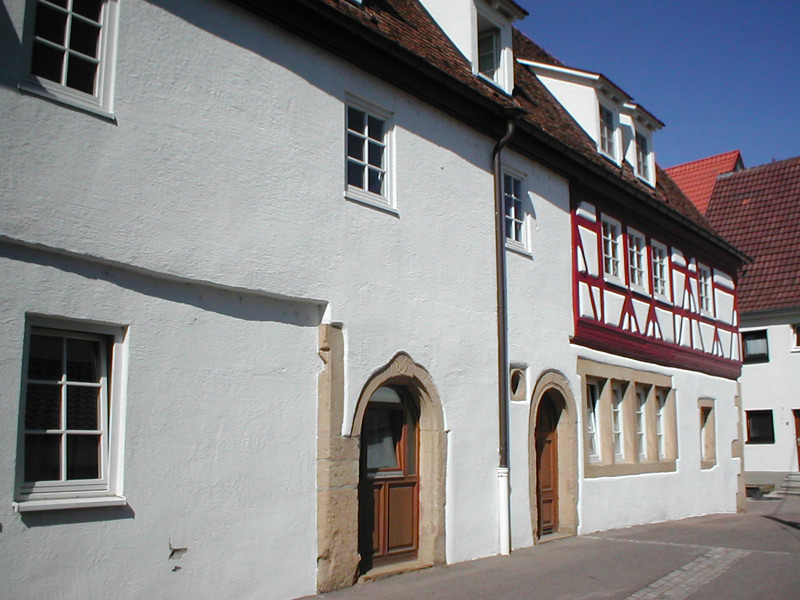
旧リヒテンシュテルン修道院所有の建物
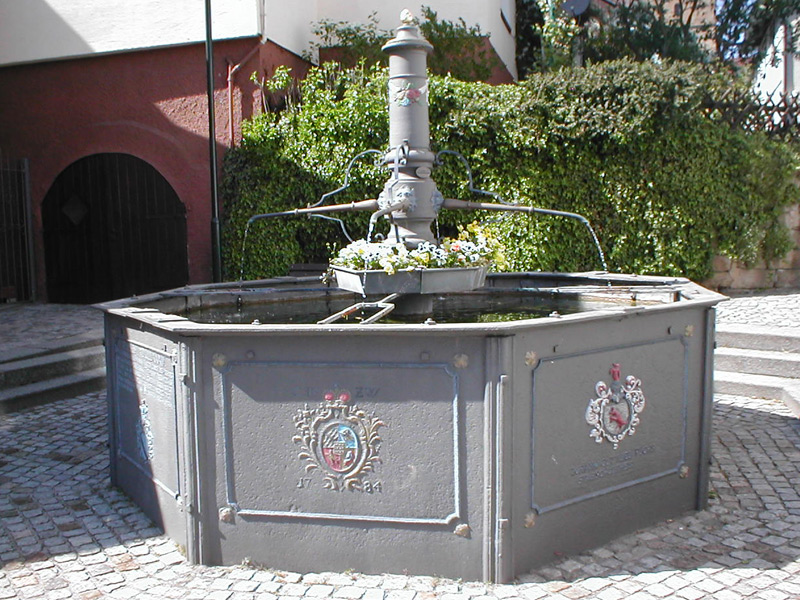
1784年のバロックの泉
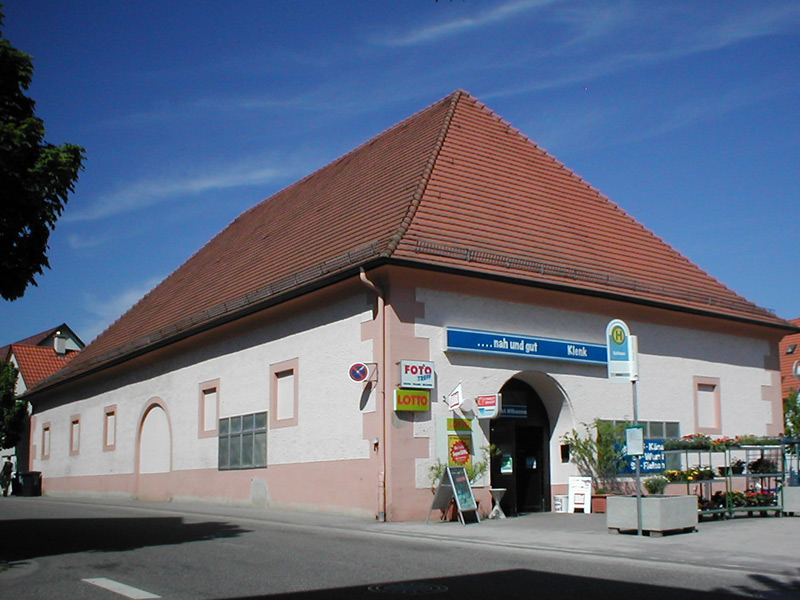
旧ワイン製造所
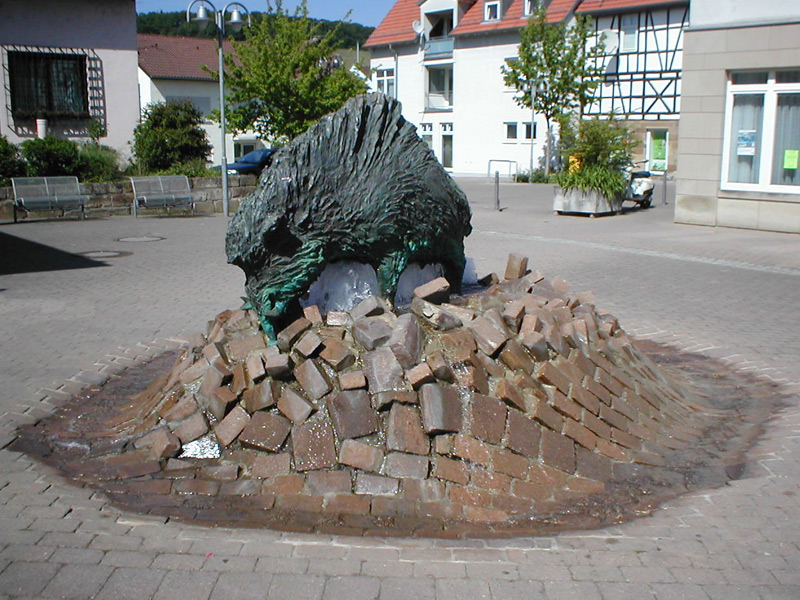
イノシシの泉

#### ブーフホルン
街道沿いの集落であるブーフホルンの中心部には歴史的建造物のアンサンブルが見られる。この他には、1888年のバックハウス（パン焼き窯の小屋）や1992年のアイヒブルンネンがある。

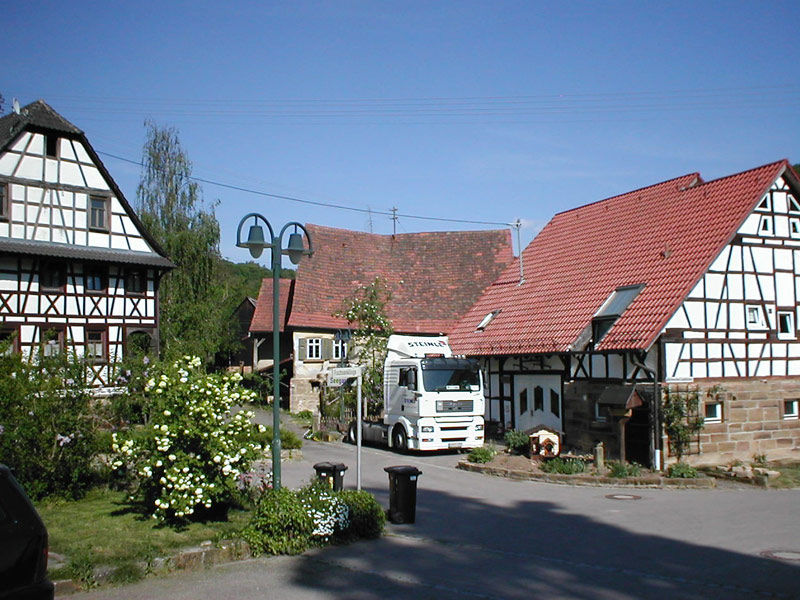
ブーフホルンの歴史的建造物群
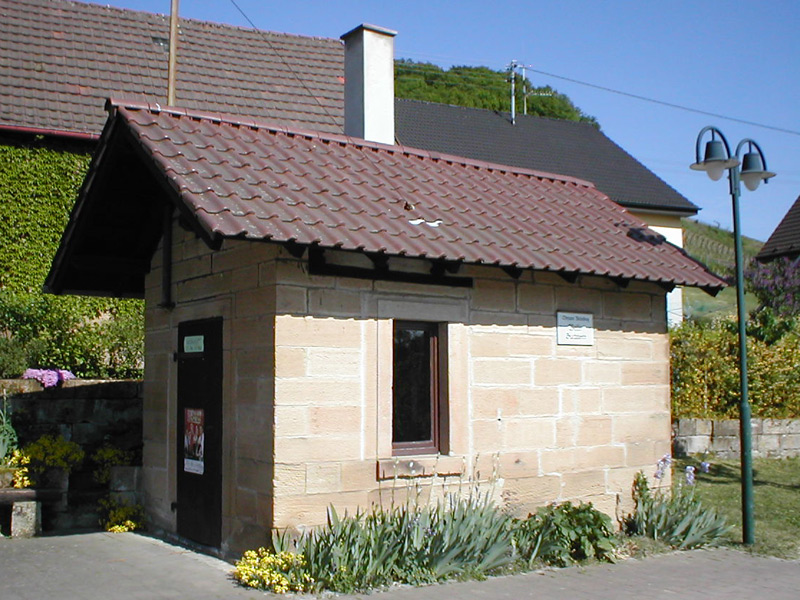
1888のバックハウス
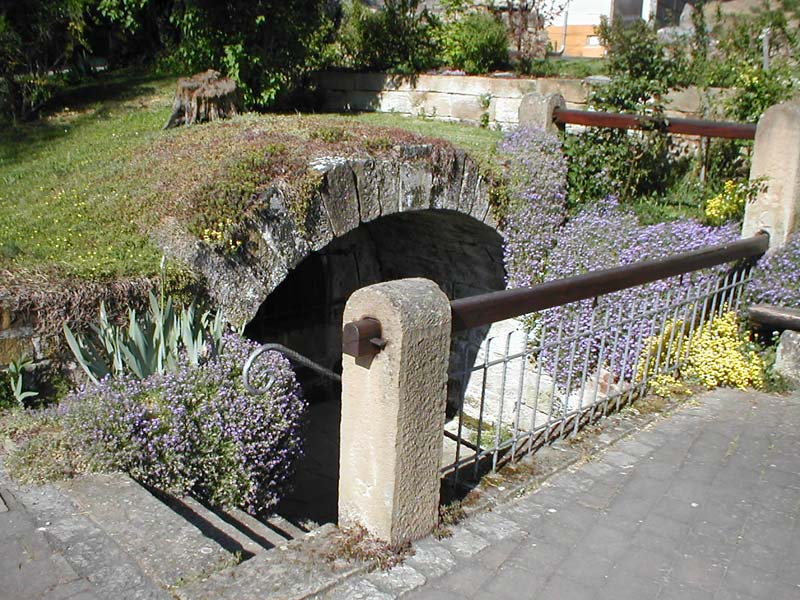
アイヒブルンネン

#### ヘルツェルン
ヘルツェルンの教会の塔は、1208年に建てられた、歴史的教会建築の唯一の現存する遺構である。残りの多目的ホールとして利用されている建築は、1978年から79年に建築されたものである。村長の館は1767年に建造された。旅館アドラーには、かつてはエーバーシュタットの教会の一部であった16世紀の柱がある。この集落にも古いバックハウスが遺されている。

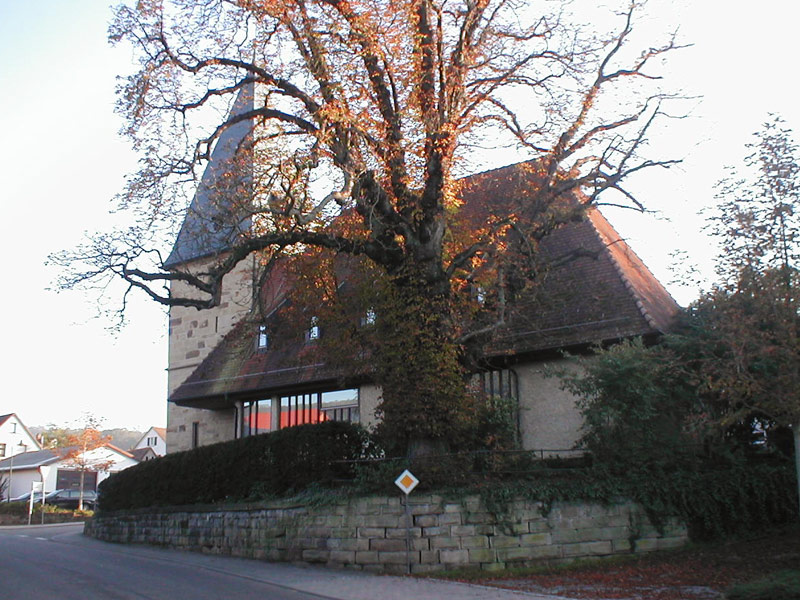
旧教会
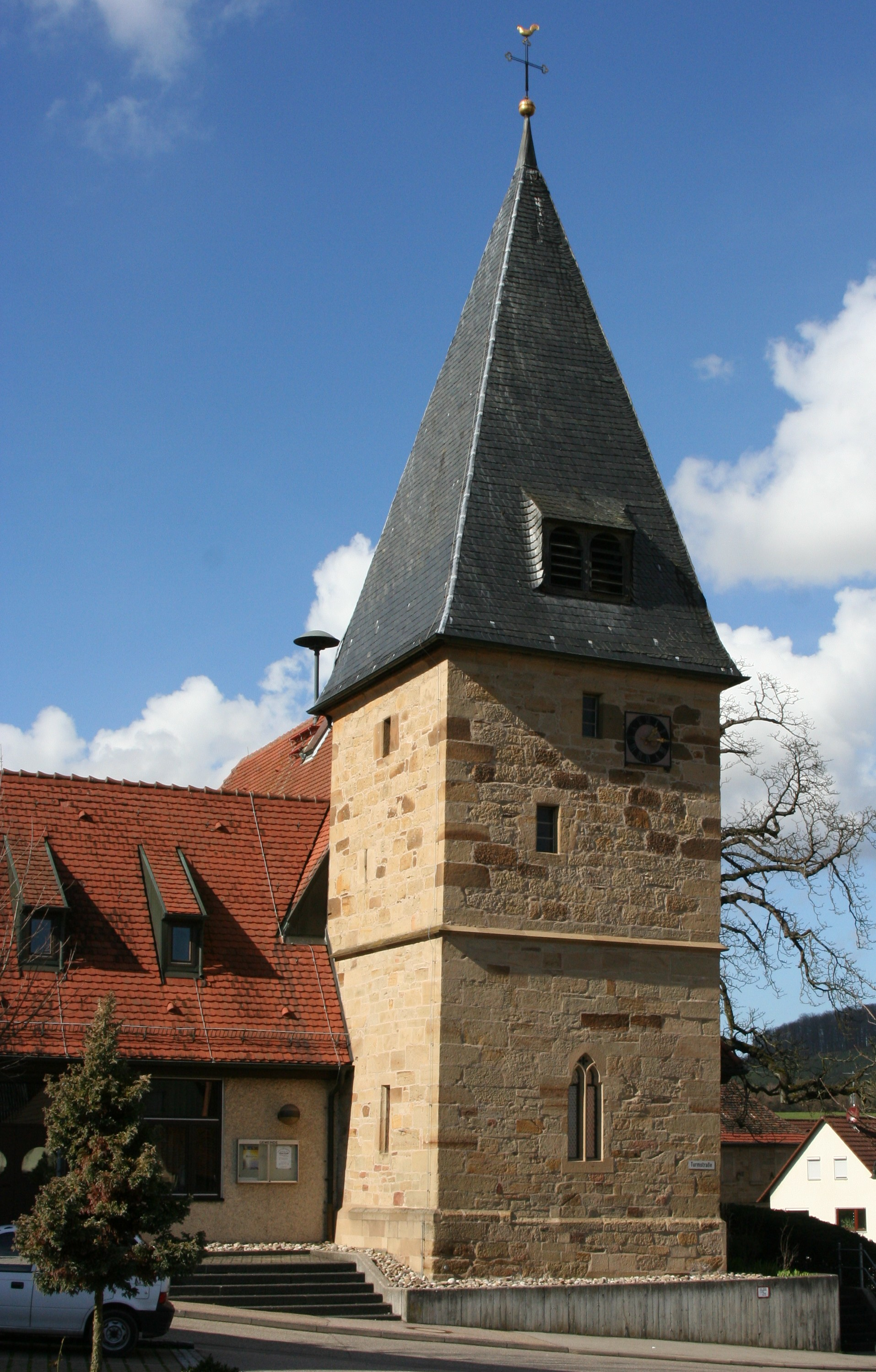
教会の塔
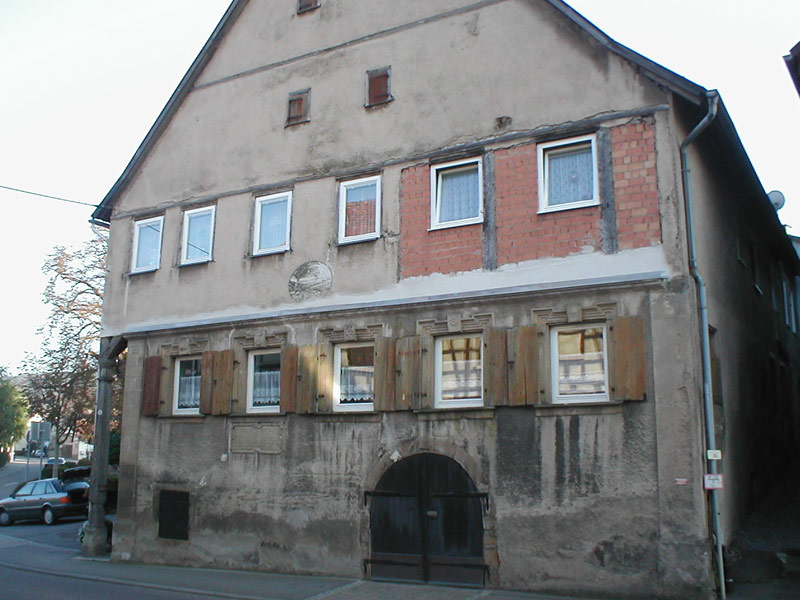
村長の館
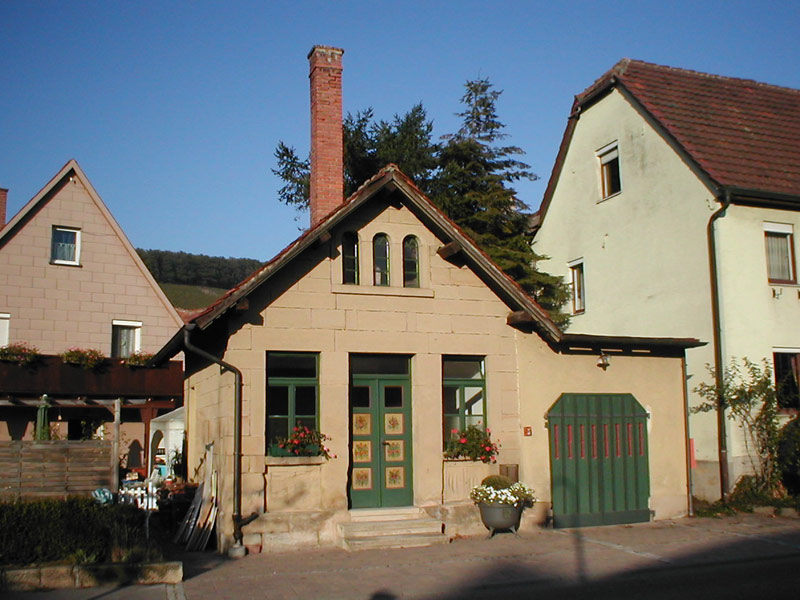
バックハウス

#### レンナッハ
レンナッハには、旧ラートハウス、旧ワイン製造所、歴史的な泉やバックハウスがある。

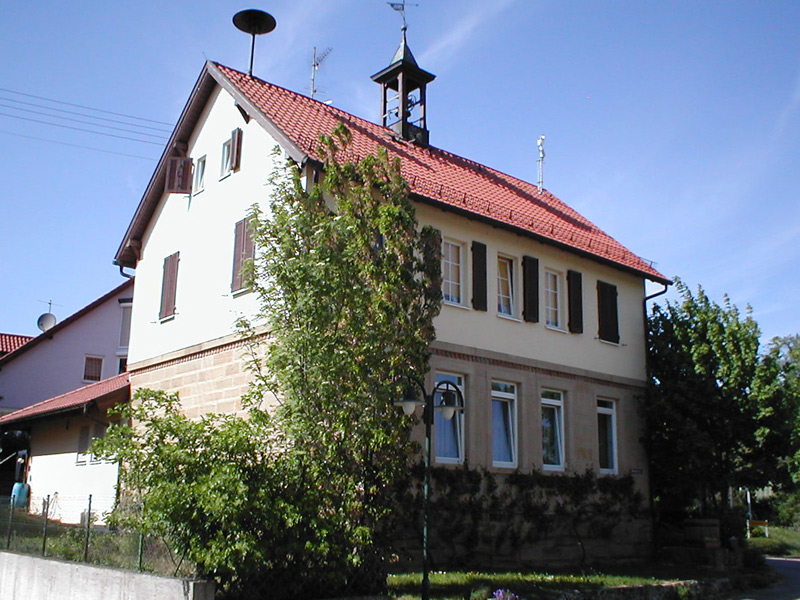
旧ラートハウス
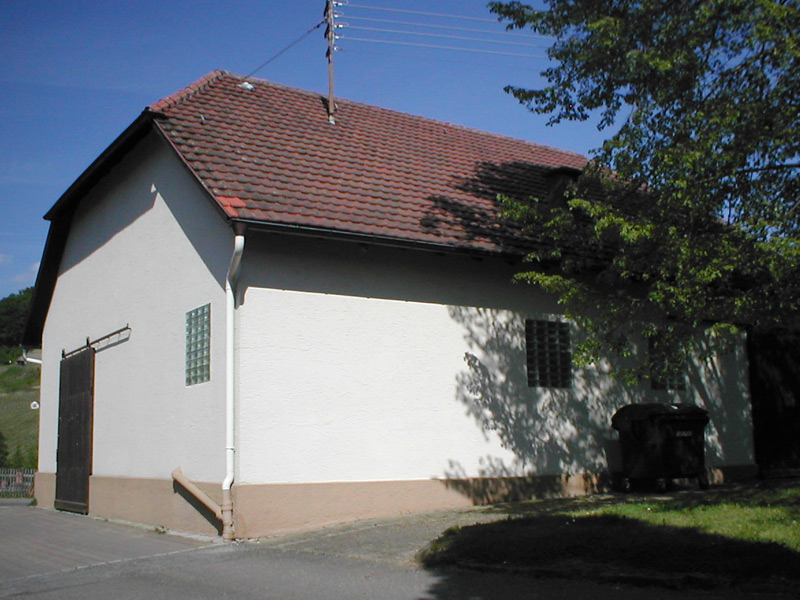
旧ワイン製造所
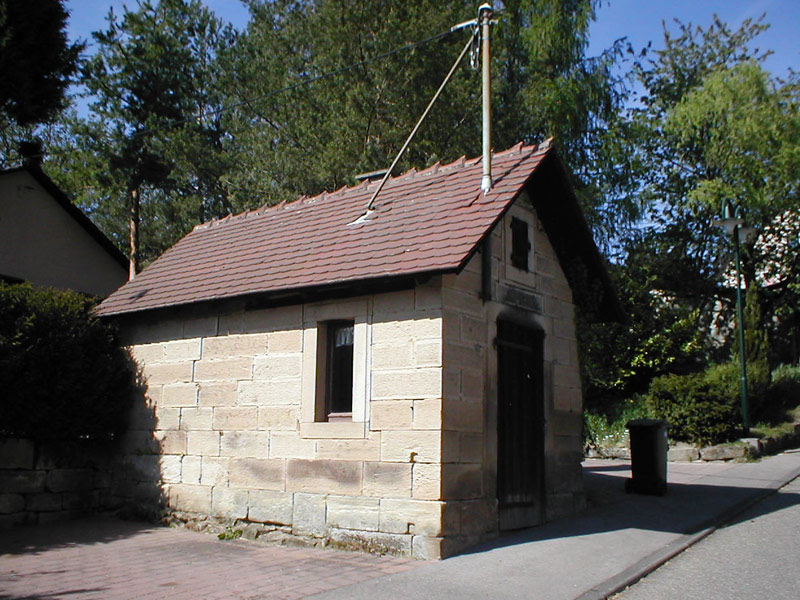
バックハウス
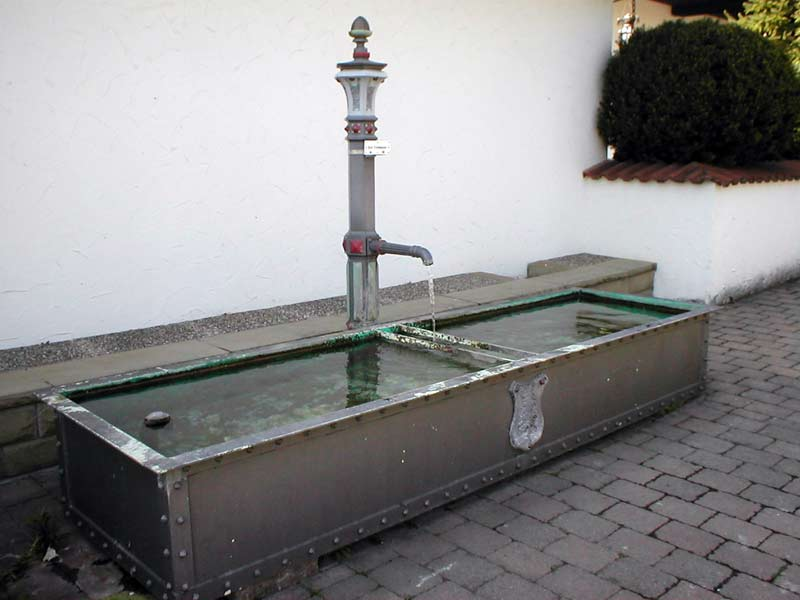
歴史的な泉

### 自然保護区
ヴィルデンベルク自然保護区 (Nr. 1187)は、ヴィルデンベルクの西部にあたるヴァインスベルク＝グランチェン地区とエーバーシュタットの間、アウトバーンA81のすぐ南の地域で、1992年10月16日に指定された。エーバーシュタット部分は47.8ha、ヴァインスベルク部分が1.6haである。すでに1991年9月2日に自然保護区ションヴァルト (Nr.301)に指定されていた周辺部分とともに、広葉樹林が遺され保護されている。

### 年中行事
1979年から毎年、国際的に有名なスポーツイベント、エーバーシュタット高跳び大会が行われている。

## 経済と社会資本

### 地元企業
エーバーシュタットの企業で最も重要なのは、かつてはHoerner GmbH & Co.という名称であったWestiform visuelle Kommunikation GmbHである。1932年に創立したこの会社は、1979年には従業員数550人という規模にまで成長したが、その後経営不振から2002年秋にはスイスのライバル会社Westiformの傘下に入り、2004年10月から現在の名前となった。2005年10月に再び経営難となり、140人中60人が解雇された。

### 交通
エーバーシュタットは、ヴァインスベルク・ジャンクションの近くに位置している。アウトバーンA81号線のヴァインスベルク/エルホーフェン・インターチェンジまでは約6km、A6号線のブレッツフェルト・インターチェンジまでは約7kmである。最寄りの鉄道の駅は、ホーエンローエ鉄道のヴァインスベルク駅である。

### ゴミ処理
エーバーシュタットにはハイルブロン郡の2つの塵芥集積場のうちの1つがある。この集積場は、郡域東部のゴミを処理している（郡域西部のゴミを処理するもう一つの集積場は、シュヴァイゲルン＝シュテッテンにある）。集積場は、エーバーバッハ川の北にある小さな谷に位置している。2005年6月1日から家庭ゴミや小さな産業廃棄物を集積するための、小規模な施設が新しく造られた。集められた塵芥は、処理のためにハイルブロンへ運ばれる。

### ワイン製造

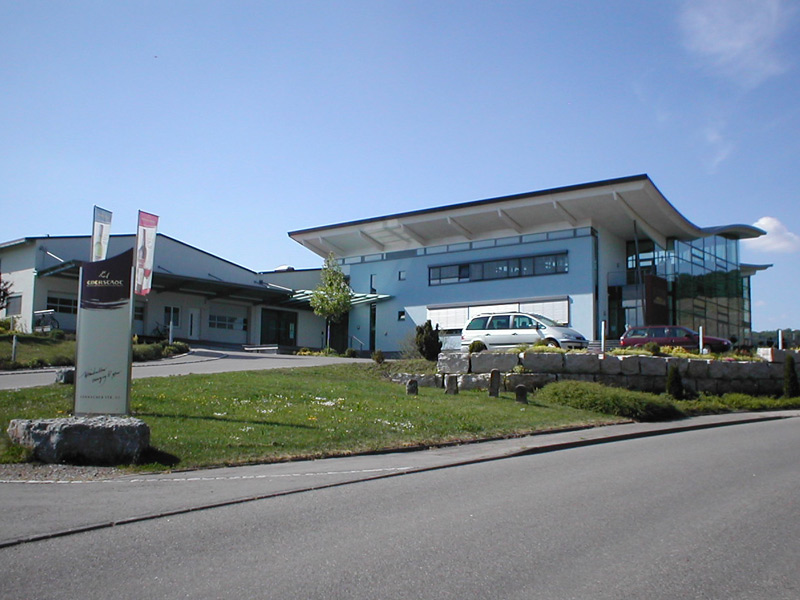
ワイン製造者協同組合エーバーシュタットeG

エーバーシュタットのワイン製造者の多くは、ワイン製造者協同組合エーバーシュタットeGに加盟している。独立して商品化している業者が2社だけある。ヴュルテンベルクワインの製造地区区分では、ヴュルテンベルク・ウンターラントの、一部はシュタウフェンベルク大地区、一部はザルツベルク大地区に属す。

### メディア
エーバーシュタットでの出来事は、日刊紙 Heilbronner Stimmeのヴァインスベルガー・タール版 (WT)に掲載される。